# Савченко, Анастасия Васильевна
Анастаси́я Васи́льевна Са́вченко (род. 8 апреля 1989 года, в Омске, СССР) — российская прыгунья с шестом.

## Карьера
Победительница XXVII Летней Универсиады в Казани (2013) в прыжках с шестом.
На чемпионате мира 2013 года в Москве была шестой с результатом 4,65 м.